# Pont-de-l'Isère
Pont-de-l'Isère är en kommun i departementet Drôme i regionen Auvergne-Rhône-Alpes i sydöstra Frankrike. Kommunen ligger i kantonen Tain-l'Hermitage som tillhör arrondissementet Valence. År 2022 hade Pont-de-l'Isère 3 683 invånare.

## Befolkningsutveckling
Antalet invånare i kommunen Pont-de-l'Isère
Referens:INSEE

## Vänorter
- Ziano Piacentino, Italien